# Fiesta Bowl 2016 (décembre)
Ne doit pas être confondu avec Fiesta Bowl 2016 (janvier), joué dans le cadre de la saison universitaire 2015.
Match précédent Match suivant
Le Fiesta Bowl 2016 (décembre) est un match de football américain de niveau universitaire joué après la saison régulière de 2016, le 31 décembre 2016 à l'University of Phoenix Stadium de Glendale en Arizona. 
Il s'agissait de la 46e édition du Fiesta Bowl et pour la première fois de son histoire, il compte comme demi-finale du College Football Playoff. Son vainqueur affrontera le vainqueur du Peach Bowl 2016 lors du College Football Championship Game 2017.
Le match met en présence les équipes des Tigers de Clemson issue de l'Atlantic Coast Conference et des Buckeyes d'Ohio State issue de la Big Ten Conference.
La rencontre est sponsorisée par la société Sony Interactive Entertainment via sa filiale PlayStation.
Clemson remporte le match 31 à 0 et se qualifie pour le College Football Championship Game 2017.

## Présentation du match
Vidéo de présentation du match
| Équipes                                                                                              | Conférences | Entraîneurs  | Stats. saison rég. | Classements CFP/AP/Coaches |
| --- | ----------- | ------------ | ------------------ | -------------------------- |
| Clemson Tigers                                                                                       | ACC         | Dabo Swinney | 11-1               | #2 / #3 / #3               |
| Ohio State Buckeyes                                                                                  | Big 10      | Urban Meyer  | 12-1               | #3 / #2 / #2               |
| Arbitre : Land Clark (Pac-12) Équipe donnée favorite par les bookmakers : Ohio State à 3,5 contre 1. |             |              |                    |                            |

Les deux équipes ne se sont affrontés qu’à deux reprises. Les Tigers ont remporté ces deux matchs contre les Buckeyes dont le dernier lors de l’Orange Bowl 2014 sur le score 40 à 35.

### Tigers de Clemson
Les joueurs de l'entraîneur principal Dabo Swinney sont à 60 minutes d’une seconde participation consécutive au National Championship Game. Après une saison 2015 sans la moindre défaite, les Tigers se sont inclinés 45 à 40 face à #1 Alabama en finale nationale sans avoir démérité. Avec le retour d’une attaque quasiment au complet et l’éclosion d’une nouvelle génération de jeunes défenseurs, Clemson faisait figure de favori pour le titre national 2016 malgré l’émergence des Seminoles de #11 Florida State que beaucoup d’observateurs voyaient faire tomber les Tigers dans la conférence ACC.
Finalement, hormis une défaite surprise 43 à 42 à domicile contre #23 Pittsburgh au mois de novembre, Clemson a encore une fois été dominateur terminant la saison régulière avec un bilan de 11 victoires pour une seule défaite avant de remporter un second titre de conférence en battant Virginia Tech sur le score de 42 à 35. La confirmation de l’incroyable talent offensif des Tigers menés par le junior QB Deshaun Watson (3 914 yards à la passe, 37 TDs, 15 interceptions et 524 yards au sol, 6 TDs) et la reconstruction accélérée d’une ligne défensive monstrueuse font peut-être des Tigers l’équipe la plus explosive du pays au niveau du talent pur.
Avec un bilan global en saison régulière de 12 victoires et 1 défaite (8 victoires et 1 défaite en matchs de conférence), Clemson termine donc championne de l'American Athletic Conference.
À l'issue de la saison 2016 (bowl non compris), ils seront classés no 3 aux classements AP et Coaches mais no 2 au classement CFP.
L'équipe est donc sélectionnée pour jouer une demi-finale du College Football Playoff laquelle a lieu pour la première fois à l'occasion d'un Fiesta Bowl.
Il s'agit de leur 1re apparition au College Football Playoff et au Fiesta Bowl.

### Buckeyes d'Ohio State
Après avoir manqué les playoffs l’an dernier, les Buckeyes de #3 Ohio State sont de retour au sein du Top 4 national.
Champions nationaux en 2014, les joueurs de l'entraîneur principal Urban Meyer ont commencé cette saison avec une impressionnante victoire 45 à 24 à #7 Oklahoma, le 17 septembre dernier. Ils ont ensuite enchainé au mois d’octobre en battant #8 Wisconsin avant une défaite surprise chez les Nittany Lions de #5 Penn State qui leur coûtera finalement le titre de la East Division de la Big Ten. Ce revers eut pour effet de réveiller les Buckeyes qui remportèrent alors leurs cinq matchs suivants dont le choc face à leurs rivaux éternels, les Wolverines de #6 Michigan.
Malgré une 2e place dans la East Division de la Big Ten (qui les a donc écarté d’une participation à la finale de conférence Big Ten), les Buckeyes ont été sélectionnés parmi les 4 meilleures équipes de la saison par le comité de sélection du College Football Playoff grâce à leurs solides victoires face à 3 autres programmes du Top 10 (Michigan, Wisconsin et Oklahoma).
À l'issue de la saison 2016 (bowl non compris), ils seront classés no 2 aux classements AP et Coaches mais no 3 au classement CFP.
L'équipe est donc sélectionnée pour jouer une demi-finale du College Football Playoff laquelle a lieu pour la première fois à l'occasion d'un Fiesta Bowl. 
Il s'agit de leur 2e participation au College Football Playoff et leur 8e apparition au Fiesta Bowl (5 victoires et 2 défaites).

## Résumé du match
| QT          | Temps       | Drive       | Drive       | Drive       | Équipe      | Description de l'action | Score | Score |
| QT          | Temps       | Jeux        | Yards       | TDP         | Équipe      | Description de l'action | CLE   | OSt   |
| ----------- | ----------- | ----------- | ----------- | ----------- | ----------- | --- | ----- | ----- |
| 1           | 09:16       | 7           | 42          | 02:36       | CLE         | FG de 45 yards par K Greg Huegel | 3     | 0     |
| 1           | 02:16       | 10          | 70          | 03:43       | CLE         | TD à la suite d'une course 1 yard par QB Deshaun Watson + 1 point de conversion par K Greg Huegel                                    | 10    | 0     |
| 2           | 02:21       | 8           | 83          | 03:44       | CLE         | TD de 30 yards par WR C.J. Fuller à la suite d'une réception de passe de QB Deshaun Watson + 1 point de conversion par K Greg Huegel | 17    | 0     |
| 3           | 02:06       | 5           | 40          | 02:03       | CLE         | TD à la suite d'une course de 7 yards par QB Deshaun Watson + 1 point de conversion par K Greg Huegel                                | 24    | 0     |
| 4           | 08:51       | 2           | 7           | 00:34       | CLE         | TD à la suite d'une course de 7 yards par RB Wayne Gallman + 1 point de conversion par K Greg Huegel                                 | 31    | 0     |
| Score final | Score final | Score final | Score final | Score final | Score final | Score final | 31    | 0     |

## Statistiques[2],[5]
| Statistiques par Équipes               | Statistiques par Équipes | Statistiques par Équipes |
| Statistiques                           | CLE                      | OHS                      |
| -------------------------------------- | ------------------------ | ------------------------ |
| 1er downs                              | 24                       | 9                        |
| Conversion de 3e Down                  | 8/17                     | 3/14                     |
| Conversion de 4e Down                  | 0/1                      | 0/2                      |
| Jeux–yards                             | 85 jeux pour 470 yards   | 56 jeux pour 215 yards   |
| Yards à la course                      | 205                      | 88                       |
| Yards à la passe                       | 265                      | 127                      |
| Passes : Réussies-Tentées-Interceptées | 24/07, 2 int.            | 19/33, 2 int.            |
| Réussite en zone rouge/chances         | 3/4                      | 0/0                      |
| TD                                     | 4                        | 0                        |
| Field Goals                            | 1                        | 0                        |
| Sacks (Nombre-Yards perdus)            | 5/43                     | 2/10                     |
| Fumbles (Nombre/Perdus)                | 0/0                      | 2/1                      |
| Pénalités (Nombre/Yards perdus)        | 5/60                     | 8/72                     |
| Temps de possession                    | 35:51                    | 24:09                    |

| Meilleur Joueur (MVP) | Meilleur Joueur (MVP) | Meilleur Joueur (MVP) |
| --------------------- | --------------------- | --------------------- |
| Nom                   | Équipe                | Poste                 |
| Deshaun Watson        | QB                    | Clemson               |

| Statistiques Individuelles | Statistiques Individuelles | Statistiques Individuelles                         |
| -------------------------- | -------------------------- | -------------------------------------------------- |
| Quaterbacks                |                            |                                                    |
| CLE                        | Deshaun Watson             | 23/36 passes réussies pour 259 yards, 1 TD, 2 int. |
| OHS                        | J.T. Barrett               | 19/33 passes réussies pour 127 yards, 0 TD, 2 int. |
| Meilleurs Coureurs         |                            |                                                    |
| CLE                        | Wayne Gallman              | 18 courses pour 85 yards, 1 TD                     |
| OHS                        | Curtis Samuel              | 6 courses pour 67 yards, 0 TD                      |
| Meilleurs Receveurs        |                            |                                                    |
| CLE                        | Mike Williams              | 6 réceptions pour 96 yards, 0 TD                   |
| OHS                        | Curtis Samuel              | 9 réceptions pour 43 yards, 0 TD                   |
| Meilleurs Tackleurs        |                            |                                                    |
| CLE                        | Kendall Joseph             | 8 tacles solo                                      |
| OHS                        | McMillan Raekwon           | 12 tacles solo, 3 assistes, 1 sack                 |